# Anky van Grunsven
Theodora Elisabeth Gerarda van Grunsven –conocida como Anky van Grunsven– (Erp, 2 de enero de 1968) es una jinete neerlandesa que compitió en la modalidad de doma. Es la jinete neerlandesa más laureda: tres veces campeona olímpica, dos veces campeona mundial y cinco veces campeona europea.
Participó en siete Juegos Olímpicos de Verano, entre los años 1988 y 2012, obteniendo en total nueve medallas: plata en Barcelona 1992, en la prueba por equipos (junto con Tineke Bartels, Ellen Bontje y Annemarie Sanders); dos platas en Atlanta 1996, individual y por equipos (con Tineke Bartels, Sven Rothenberger y Gonnelien Rothenberger); oro y plata en Sídney 2000, individual y por equipos (con Ellen Bontje, Arjen Teeuwissen y Coby van Baalen); oro en Atenas 2004, individual; oro y plata en Pekín 2008, individual y por equipos (con Hans Peter Minderhoud e Imke Schellekens-Bartels), y bronce en Londres 2012, en la prueba por equipos (con Edward Gal y Adelinde Cornelissen).
Ganó siete medallas en el Campeonato Mundial de Doma entre los años 1994 y 2006, y quince medallas en el Campeonato Europeo de Doma entre los años 1991 y 2009.
Fue nombrada caballero de la Orden de Orange-Nassau y de la Orden del León Neerlandés por sus éxitos deportivos.

## Trayectoria deportiva
Con doce años ganó su primer título de doma. A mediados de la década de 1980 adquirió el caballo Bonfire, con el que compitió en tres Juegos Olímpicos y ganó cuatro medallas olímpicas. Bonfire fue retarado después de los Juegos de Sídney 2000, y Van Grunsven se hizo con Salinero, un capón negro de raza hannoveriana, con el que disputó otros tres Juegos y ganó dos medallas de oro olímpicas.
En su primera participación olímpica, Seúl 1988, quedó en quinto lugar en la prueba por equipos. En las siguientes seis ediciones (hasta Londres 2012) ganó al menos una medalla. Fue campeona olímpica en Sídney 2000 (por equipos), Atenas 2004 (individual) y Pekín 2008 (individual). Fue la abanderada de su país en la ceremonia de apertura de los Juegos Olímpicos de Sídney 2000.
En los Juegos Ecuestres Mundiales obtuvo la medalla de oro en dos ocasiones, 1994 y 2006, ambas en la prueba individual. Además, ganó cinco medallas de oro en el Campeonato Europeo de Doma.
Se retiró de la competición después de los Juegos Olímpicos de Londres 2012, en los que logró su novena medalla olímpica, bronce por equipos.

## Palmarés internacional
| Juegos Olímpicos   | Juegos Olímpicos          | Juegos Olímpicos  | Juegos Olímpicos      |
| Año                | Lugar                     | Medalla           | Categoría             |
| ------------------ | ------------------------- | ----------------- | --------------------- |
| 1992               | Barcelona (España)        | Medalla de plata  | Por equipos           |
| 1996               | Atlanta (Estados Unidos)  | Medalla de plata  | Individual            |
| 1996               | Atlanta (Estados Unidos)  | Medalla de plata  | Por equipos           |
| 2000               | Sídney (Australia)        | Medalla de oro    | Individual            |
| 2000               | Sídney (Australia)        | Medalla de plata  | Por equipos           |
| 2004               | Atenas (Grecia)           | Medalla de oro    | Individual            |
| 2008               | Hong Kong (China)         | Medalla de oro    | Individual            |
| 2008               | Hong Kong (China)         | Medalla de plata  | Por equipos           |
| 2012               | Londres (Reino Unido)     | Medalla de bronce | Por equipos           |
| Campeonato Mundial |                           |                   |                       |
| Año                | Lugar                     | Medalla           | Categoría             |
| 1994               | La Haya (Países Bajos)    | Medalla de oro    | Individual (libre)    |
| 1994               | La Haya (Países Bajos)    | Medalla de plata  | Por equipos           |
| 1998               | Roma (Italia)             | Medalla de plata  | Individual            |
| 1998               | Roma (Italia)             | Medalla de plata  | Por equipos           |
| 2006               | Aquisgrán (Alemania)      | Medalla de oro    | Individual (libre)    |
| 2006               | Aquisgrán (Alemania)      | Medalla de plata  | Individual (especial) |
| 2006               | Aquisgrán (Alemania)      | Medalla de plata  | Por equipos           |
| Campeonato Europeo |                           |                   |                       |
| Año                | Lugar                     | Medalla           | Categoría             |
| 1991               | Donaueschingen (Alemania) | Medalla de bronce | Por equipos           |
| 1995               | Mondorf (Luxemburgo)      | Medalla de plata  | Individual            |
| 1995               | Mondorf (Luxemburgo)      | Medalla de plata  | Por equipos           |
| 1997               | Verden (Alemania)         | Medalla de plata  | Individual            |
| 1997               | Verden (Alemania)         | Medalla de plata  | Por equipos           |
| 1999               | Arnhem (Países Bajos)     | Medalla de oro    | Individual            |
| 1999               | Arnhem (Países Bajos)     | Medalla de plata  | Por equipos           |
| 2001               | Verden (Alemania)         | Medalla de plata  | Por equipos           |
| 2005               | Hagen (Alemania)          | Medalla de oro    | Individual            |
| 2005               | Hagen (Alemania)          | Medalla de plata  | Por equipos           |
| 2007               | La Mandria (Italia)       | Medalla de oro    | Individual (libre)    |
| 2007               | La Mandria (Italia)       | Medalla de oro    | Por equipos           |
| 2007               | La Mandria (Italia)       | Medalla de plata  | Individual (especial) |
| 2009               | Windsor (Reino Unido)     | Medalla de oro    | Por equipos           |
| 2009               | Windsor (Reino Unido)     | Medalla de bronce | Individual (libre)    |